# Bánh quy hình thú

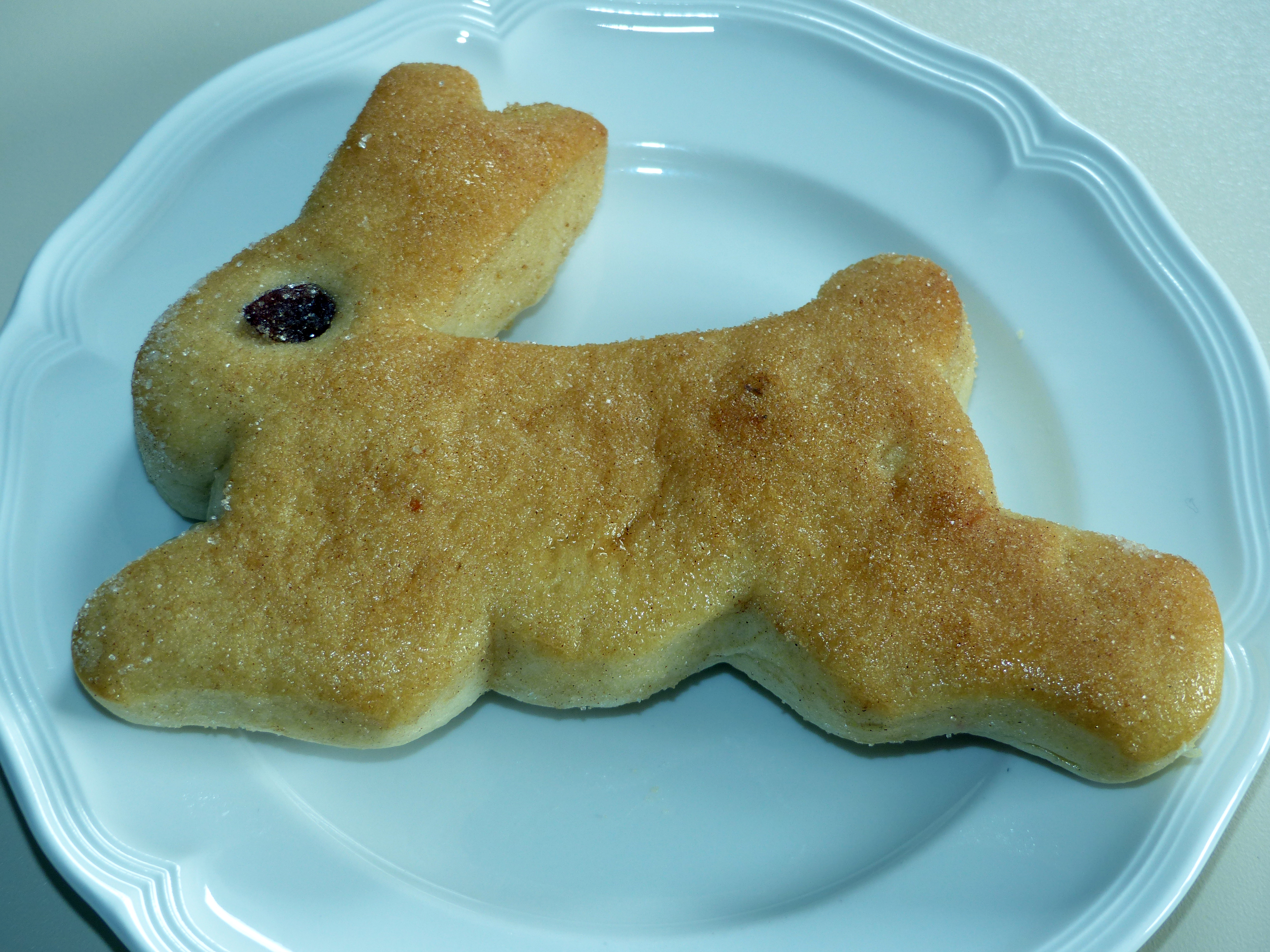
Một chiếc bánh quy hình thỏ được tạo hình dễ thương

Bánh quy hình thú (Animal cracker) là các loại bánh quy (Cookie) hoặc bánh quy giòn (Cracker) được tạo hình và nướng theo hình một con vật thường là con vật ở sở thú hoặc rạp xiếc, chẳng hạn như sư tử, hổ, gấu hoặc voi hoặc các loài vật thân thuộc dễ thương khác để thu hút thị hiếu của các em thiếu nhi, loại phổ biến nhất là bánh quy cá và bánh quy hình gấu (bánh gấu), loại phổ biến trên thị trường thuộc dòng này có màu sáng và hơi ngọt, nhưng các loại có hương vị sô cô la đậm hơn và nhiều màu sắc cũng được bày bán. Mặc dù bánh quy hình thú có xu hướng có hương vị ngọt ngào như bánh quy, chúng được làm bằng bột nhiều lớp như bánh quy giòn và được bán trên thị trường như bánh quy giòn chứ không phải bánh quy.

## Lịch sử
Vào cuối thế kỷ 19, những chiếc bánh quy (hay bánh quy bơ) có hình loài vật được gọi là "các con vật" đã được nhập khẩu từ Anh vào Hoa Kỳ. Những năm sau đó, nhu cầu về những chiếc bánh quy giòn có hình dáng bắt mắt này đã tăng đến mức các thợ làm bánh bắt đầu sản xuất chúng trong nước. Công ty Bánh quy của Stauffer đã sản xuất lô bánh quy đầu tiên và ra lò ở York, Pennsylvania, vào năm 1871. Bánh quy hình thú được làm và phân phối dưới biểu ngữ của Công ty Bánh quy Quốc gia. Số lượng và sự đa dạng trong mỗi hộp đã thay đổi trong nhiều năm. Tổng cộng, có tới 53 loài động vật khác nhau đã được thiết kế và tạo hình trên bánh quy hình thú kể từ năm 1902.
Trong các loại hình hiện tại, mỗi gói chứa 22 chiếc bánh quy bao gồm nhiều loại động vật. Lần bổ sung gần đây nhất, là tạo hình loài gấu túi (gấu Kaola), được thêm vào tháng 9 năm 2002 sau khi được người tiêu dùng bình chọn, đánh bại các đề cử khác là tạo hình của chim cánh cụt, hải mã và rắn hổ mang. Các loại bánh quy hiện tại có hình dáng của những con vật là gấu, bò rừng, lạc đà, báo sư tử, voi, hươu cao cổ, khỉ đột, hà mã, linh cẩu, chuột túi kangaroo, sư tử, khỉ, tê giác, hải cẩu, cừu, hổ, và ngựa vằn. Để kỷ niệm 100 năm thành lập, Barnum's đã thêm gấu túi vào bộ sưu tập này vào tháng 9 năm 2002.

## Sản xuất

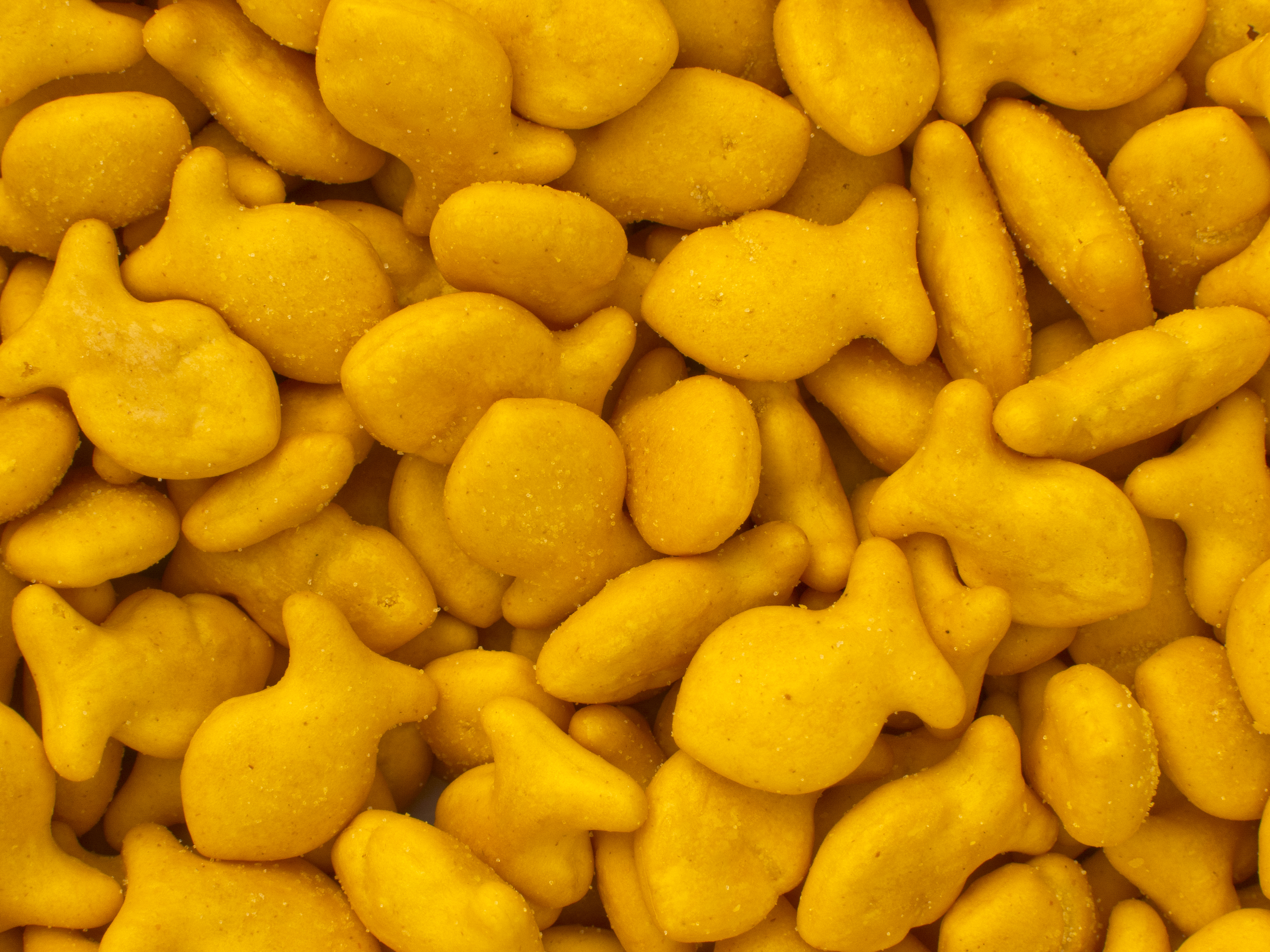
Bánh cá, loại bánh quy bán chạy phổ biến

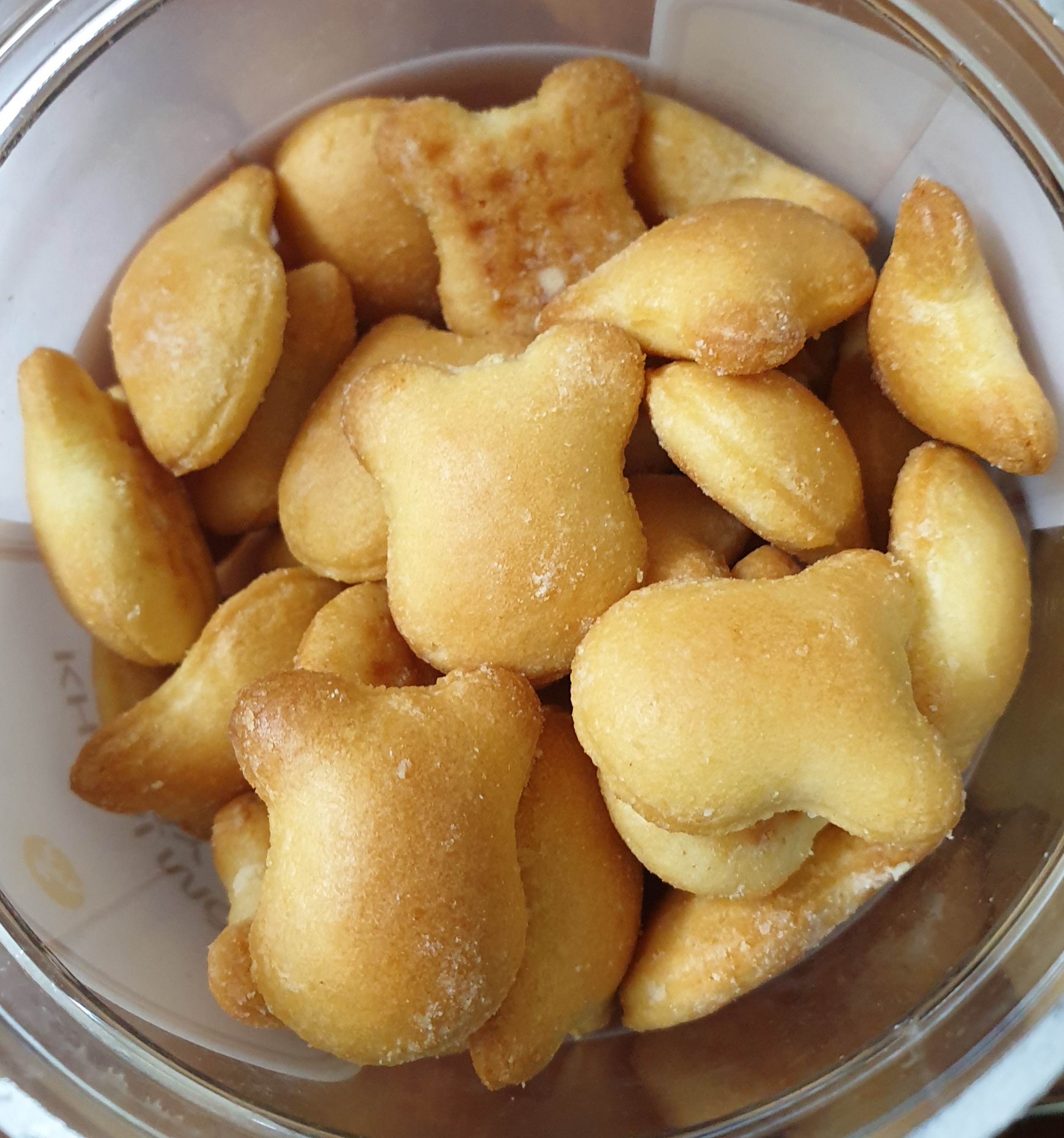
Bánh gấu, loại bánh quy hình đầu gấu có nhân kem ở Việt Nam

Công ty bánh quy Stauffer của York, Pennsylvania, cũng có một dòng bánh quy hình động vật, hiện được phân phối bởi một số nhà bán lẻ giảm giá lớn, việc họ sử dụng các loại gia vị nhục đậu khấu và quả chùy mang lại cho món bánh quy hình thú một đặc điểm hơi khác so với bánh quy giòn Nabisco. Austin một chi nhánh của Công ty Keebler cũng sản xuất nhiều loại bánh quy động vật, sản phẩm của Austin có hàm lượng dinh dưỡng và hình dạng giống động vật được dán nhãn dưới tên của Công ty Kellogg, công ty đã mua lại Keebler vào năm 2001. Tập đoàn Borden cũng sản xuất một thương hiệu bánh quy động vật cho đến cuối những năm 1970. Công ty Market Square Food Company Inc. ở Illinois cũng đã sản xuất thương hiệu bánh quy hình thú của riêng mình từ năm 1982. Bánh quy giòn hình thú của công ty này được phân phối bởi một số nhà bán lẻ lớn trên khắp Hoa Kỳ và quốc tế.